# Astraeodes areuta
Espèce
Astraeodes areuta est un insecte lépidoptère appartenant à la famille  des Riodinidae. C'est le seul représentant du genre Astraeodes.

## Dénomination
Astraeodes areuta a été décrit par John Obadiah Westwood en 1851 sous le nom de Pandemos areuta.

## Écologie et distribution
Astraeodes areuta est présent en Bolivie, au Brésil et au Pérou.